# José Antonio López Bueno
José Antonio López Bueno, boxeador español nacido el 16 de agosto de 1974 en la gran ciudad de Zaragoza. Se convirtió en el noveno campeón mundial del boxeo español tras: Baltasar Berenguer, José Legrá, Pedro Carrasco, Perico Fernández, Miguel Velázquez, José Manuel Durán, Cecilio Lastra y Javier Castillejo.

## Trayectoria
Debutó como profesional el 2 de julio de 1994, frente Juan Carlos Díaz Quesada al que derrotó por puntos en cuatro asaltos. En sus cinco primeros combates gana tres y realiza dos nulos. Luego entra en una mala racha perdiendo tres combates seguidos una contra el canario y futuro campeón de Europa Pedro Miranda y otra frente al rumano Zoltan Lunka.
Vuelve a cambiar la racha y realiza once peleas victoriosas consiguiendo entre ellas el campeonato del mundo hispano, el campeonato de España y el título mundial del peso mosca. El 14 de noviembre de 1997 en La Línea de la Concepción, Cádiz, vence a Juan Carlos Díaz Quesada por KO en dos asaltos y se proclama campeón del mundo hispano. El 10 de enero del año siguiente se proclamara campeón de España ante José Ramón Bartolomé por KO en el primer asalto en un combate disputado en Zaragoza. Realiza una defensa de su título nacional, se proclama campeón Latino de la WBO y Euroafricano por el organismo menor CBA, para el 23 de abril de 1999 enfrentarse al mexicano Rubén Sánchez con el título mundial mosca en juego. Vence el español al mexicano por KO en tres asaltos y se convierte en campeón mundial del peso mosca versión WBO.
La primera defensa de su título la realiza en Málaga frente al ruso Igor Gerassimov al que vence por TKO técnico en 7 asaltos. Su siguiente defensa, que era la obligatoria la tenía que haber realizado frente al portorriqueño José "Carita" López, pero una lesión en el tobillo le impide realizar la defensa y es desposeído de su título. 
En febrero de 2000 fue galardonado por la medalla de Bronce de la Orden del Mérito Deportivo, concedida por la Casa Real y el Consejo Superior de Deportes. 
Desde entonces José Antonio López Bueno intento coronarse campeón de Europa EBU en cuatro ocasiones sin conseguirlo en ninguna.
El 8 de mayo de 2010 se retira en Zaragoza , En una calurosa despedida en el polideportivo "El Huevo".
El 7 de febrero de 2011 en la Gala del Deporte de Zaragoza 2010 se le hace entrega del Premio  "Deporte y Constancia".
En el verano de 2015 en la localidad de Villarreal de Huerva en Zaragoza, de la cual tiene ascendencia familiar, se le invita aún  homenaje por su brillante carrera deportiva.
En ese mismo acto inaugura las piscinas municipales, que  pasan a denominarse piscinas municipales "José Antonio López Bueno".

## Otros Proyectos
En la actualidad, desde el Verano del 2020, realiza de manera activa a través del boxeo, la inserción de jóvenes en los valores del deporte, concienciando que con el esfuerzo, constancia y actitudes que generan la práctica del boxeo se puede prosperar en todos los ámbitos sociales. Sus entrenamientos los realiza de manera publica en el "Embarcadero" a las orillas del Ebro, sin ningún tipo de ayuda institucional y solo con algunas aportaciones desinteresadas, tiene en activo de manera diaria unos 15 alumnos de distintas edades y cuenta con varios retos conseguidos entre sus alumnos a nivel de reinserción laboral, social y emocional.

## Principales combates
- 14 de noviembre de 1997, La Línea. Vence a Juan Carlos Díaz Quesada por KO en dos asaltos y se proclama campeón del mundo hispano de los pesos mínimos
- 10 de enero de 1998, Zaragoza. Vence a José Ramón Bartolomé por KO en el primer asalto y se proclama campeón de España del peso mosca.
- 4 de abril de 1998, Zaragoza. Vence a Juan Carlos Díaz Quesada por puntos en 10 asaltos y retiene la corona nacional
- 4 de julio de 1998, Zaragoza. Vence a Julián Gómez por KO en 2 asaltos reteniendo el título nacional
- 10 de octubre de 1998, Zaragoza. Vence a Luis Ángel Castellano por KO técnico en nueve asaltos y se proclama campeón Latino de la WBO del peso mosca
- 12 de diciembre de 1998, Zaragoza. Vence a David Cadwell por puntos en 12 asaltos y se proclama campeón de la CBA.
- 23 de abril de 1999, Zaragoza. Vence a Rubén Sánchez por KO técnico en tres asaltos y se proclama campeón del mundo del peso mosca versión WBO
- 4 de junio de 1999, Málaga. Vence a Igor Gerassimov por KO técnico en 7 asaltos y retiene la corona mundial.
- 12 de junio de 2000, Belfast, Irlanda del Norte. Es derrotado por Damaen Kelly por puntos en 12 asaltos y no logra la corona europea.
- 23 de marzo de 2001, Zaragoza. Es derrotado por Alexander Mahmutov por puntos en 12 asaltos y no logra la corona europea.
- 14 de noviembre de 2003 Francia. Es derrotado por Brahim Asloum por puntos y decisión dividida en 12 asaltos y no logra la corona europea ni la intercontinental de la WBO que estaban en juego.
- 25 de febrero de 2005, Torredambra. Vence a Lhance Zemmouri por puntos en doce asaltos y conquista el título latino de la WBC
- 14 de marzo de 2005, París, Francia. Es derrotado por Brahim Asloum por puntos en 12 asaltos y no logra el título europeo.
- 1 de junio de 2007, Francia. Hace combate nulo ante Christophe Rodrigues por decisión técnica en cuatro asaltos en un combate con el título de la Unión Europea en juego.
- 20 de octubre de 2007, Torredembarra. Es derrotado por Lahcene Zemmouri por Retirada en el séptimo asalto con el título de la unión europeo en juego.
- 27 de marzo de 2009 Prat de Llobregat. Es derrotado por puntos en 10 asaltos por Jordi Gallart con el título nacional de los moscas en juego.
- 22 de mayo de 2009, Logroño. Vence a Jordi Gallart por puntos en 10 asaltos con el título nacional de España de los moscas en juego.

## Enlaces
* 
- Datos: Q9013598